# Müllers ral
Müllers ral (Lewinia muelleri) is een vogel uit de familie Rallidae (Rallen). Het is een kwetsbare, endemische vogelsoort op de Aucklandeilanden, een subantarctische, onbewoonde eilandengroep, die tot Nieuw-Zeeland behoort. De vogel werd in 1893 door Walter Rothschild beschreven. Deze ral was door de in Australië wonende plantkundige Ferdinand von Mueller naar Hans Graf von Berlepsch in Duitsland gestuurd. Von Berlepsch zond daarna de balg naar Rotschild voor de geldige beschrijving. De naam is een eerbetoon aan Von Müller.

## Kenmerken
De vogel is 21 cm lang, iets kleiner dan een porseleinhoen (Porzana porzana). Het is een overwegend bruin gekleurde ral. Van boven kastanjebruin met zwarte streepjes. De borst en flanken zijn grijs en de onderbuik en onderstaartdekveren zijn zwart-wit gestreept. De kop en hals zijn vaag roodbruin, geleidelijk overgaand in grijs op de borst en kastanjebruin op de rug.

## Verspreiding en leefgebied
Deze soort is endemisch op de Aucklandeilanden. De leefgebieden liggen in graslanden met vegetaties met zegge langs de kusten in de buurt van kliffen en bij de randen van natuurlijk bos.

## Status
Deze ral verdween van de Aucklandeilanden door de introductie van varkens, katten, muizen en ratten. Men vermoedde dat de vogel was uitgestorven totdat in 1966 op Adams- en Disappointmenteiland (kleine eilanden op 10 km ten noordwesten van het hoofdeiland) de ral nog aanwezig bleek. De wereldpopulatie werd in 1997 geschat op 2000 individuen. Hoewel er geen nieuwere gegevens zijn, is het populatie-aantal waarschijnlijk stabiel. Het gevaar van ongewilde introducties van invasieve diersoorten blijft aanwezig. Om deze redenen staat deze soort als kwetsbaar op de Rode Lijst van de IUCN.